# Бисса (село)
Бисса (рос. Бысса) — село у Селемджинському районі Амурської області Російської Федерації. Розташоване на території українського історичного та етнічного краю Зелений Клин.
Входить до складу муніципального утворення Норська сільрада. Населення становить 39 осіб (2018).
Населений пункт, як і загалом увесь Селемджинський район, прирівняний до регіонів Крайньої півночі Росії.

## Географія
Село Бисса розташоване на лівому березі річки Селемджа, за 3 км нижче від гирла річки Бисса.
Через село проходить автошлях обласного значення, який з'єднує місто Свободний і селище Серишеве з Селемджинським районом.
Відстань до адміністративного центру сільради Норськ — 50 км (на південний захід, вниз по лівому березі річки Селемджи).
На схід (вгору по лівому березі Селемджи) від села Бисса розташована дорога до селища Февральський і до села Февральське.

## Історія
4 січня 1926 року відповідно до Декрету ВЦВК РРФСР село увійшло до складу Селемджино-Бурейського району Амурського округу Далекосхідного краю. З 20 жовтня 1932 року входить до складу новоутвореної Амурської області.
З 1 січня 2006 року входить до складу муніципального утворення Норська сільрада .